# Аргос-Мікіни
37°39′09″ пн. ш. 22°37′45″ сх. д. / 37.6526° пн. ш. 22.6291° сх. д.
Аргос-Мікіни ( грец. Άργος-Μυκήνες   ) — муніципалітет в регіоні Арголіда, Пелопоннес, Греція . Місцезнаходження муніципалітету — місто Аргос .  Площа муніципалітету становить 1002,508 км 2 . 
Мером є Дімітріс Кампосос, який зберігає свій титул з моменту утворення муніципалітету, перемігши на місцевих виборах 2011, 2014 та 2019 років.

## Муніципалітет
Муніципалітет Аргос-Мікінес був утворений під час реформи місцевого самоврядування 2011 року (відомий як Каллікратіс) шляхом злиття наступних 8 колишніх муніципалітетів, які стали муніципальними одиницями: 
- Ахладокампос
- Алея
- Аргос
- Кутсоподі
- Лерна
- Ліркея
- Мікінес
- Неа Кіос

## Провінція
Провінція Аргос ( грец. Επαρχία Άργους   ) була однією з провінцій Арголіди. Вона мала ту ж територію, що й нинішній муніципалітет Аргос-Мікінес.  Його скасували в 2006 році.
На заході Аргос-Мікінес межує з колишнім муніципалітетом Мантінія, який у 2011 році об’єднався з муніципалітетом Триполі далі на захід. На півночі розташовані муніципалітети Сікіона, Немея і Коринф . На сході знаходиться муніципалітет Нафпліон . На півдні межує з муніципалітетом Північна Кінурія .